# Free Expression Policy Project

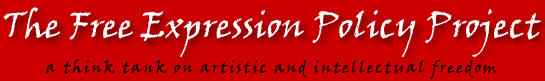
Изображение баннера организации

Free Expression Policy Project (FEPP) является организацией, посвященной оказанию помощи исследователям в сборе информации, связанной со свободой слова, медиа-демократии и авторского права, а также выступает за эти вопросы. Специалист в области гражданских свобод юрист Марджори Хейнс основала эту некоммерческую организацию в 2000 году. Основанная в Манхэттене, Нью-Йорк, она была изначально связана с Национальной коалицией против цензуры (National Coalition Against Censorship), а затем работала как часть Программы демократии (Democracy Program) Brennan Center for Justice в Нью-Йоркской Школе права.
FEPP провела опрос в 2001 году, который показал, что онлайн-мониторинг программного обеспечения, в том числе программами Net Nanny, SurfWatch и Cybersitter, часто блокировали законные образовательные сайты в попытках подвергать цензуре материал для молодых людей. В 2003 году организация при содействии 33 учёных при подаче юридического консультанта (friend-of-the-court) бросает вызов закону, который ограничивает продажу жестоких видеоигр несовершеннолетним. По согласованию с Центром юстиции Бреннан (Brennan Center for Justice), FEPP выпустила отчет по публичной политике в 2006 году о неэффективности фильтрации и цензурирования Интернета; в докладе сделан вывод, что свобода выражения пострадала от такой онлайн-цензуры деятельности. В 2007 году FEPP стала самостоятельной организацией.
The New Walford Guide to Reference Resources высоко оценили сайт FEPP для своих ссылок на ресурсы на свободу выражения мнений и цензуры. FEPP характеризуется ежедневной газетой Austin American-Statesman как мозговой центр, посвященный исследованию Первой поправки к Конституции Соединенных Штатов. Denver Post описал организацию как сторожа цензуры.

## История

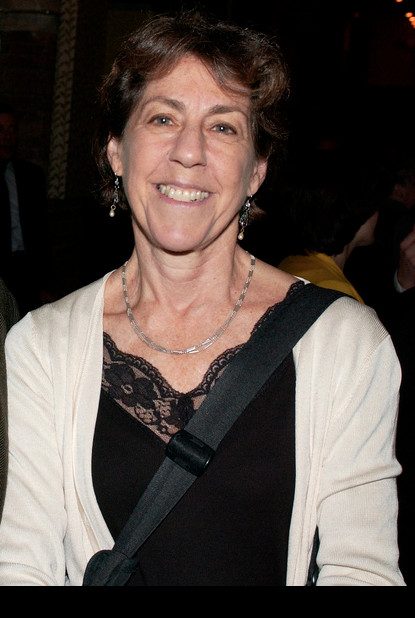
Марджори Хейнса на мероприятии для Национальной коалиции против цензуры в 2009 году

Free Expression Policy Project была основана Марджори Хейнс, которая и стала его первоначальным директором. Она была создана в 2000 году как некоммерческая организация, образованная с целями оказания помощи исследователям в сборе информации, связанной со свободой слова, медиа-демократии и авторского права, а также выступает за эти вопросы. Это началось как вырост Национальной коалиции против цензуры (National Coalition Against Censorship). До основания организации, Хейнс была директором Арт цензурного проекта (Art Censorship Project) американского союза гражданских свобод. FEPP отслеживает случаи цензуры в отношении художников, и базируется в Манхэттене, Нью-Йорк..
Исследование, проведенное организацией в 2001 году показало, что популярные онлайн-фильтры, включая программы Net Nanny, SurfWatch и Cybersitter имели существенные проблемы, и заблокировали законные сайты, в том числе веб-сайт конгрессмена США Ричард Арми, потому что его сайт включал его прозвище, «Дик» («Dick»). Медицинская библиотека университета Канзаса Арчи П. Дайкса была заблокирована SurfWatch, поскольку слово «дайки» («сточная канава» (?), «dykes») появилась на сайте.
В 2003 году организация при содействии 33 учёных при подаче юридического консультанта (friend-of-the-court) бросает вызов закону, который ограничивает продажу жестоких видеоигр молодым людям. В 2004 году организация работала на Национальную коалицию против цензуры. В 2005 году организация стала частью Программы демократии (Democracy Program) Brennan Center for Justice в Нью-Йоркской Школе права.. В 2006 организация, в сотрудничестве с центром Бреннана выпустила доклад о неэффективности фильтрации Интернета. В докладе из 87 страниц пришли к выводу, что академическая основа цензуры материала в Интернете была слишком широка и нанесла ущерб свободному выражению идей. FEPP стал независимым как от Национальной коалиции против цензуры, так и Бреннан центр правосудия в 2007 году.

## Анализ
Руководство The New Walford Guide to Reference Resources похвалили сайт FEPP за ссылки на другие сайты о свободе слова и цензуре. Ежедневная газета Austin American-Statesman охарактеризовала FEPP как мозговой центр, посвященный исследованию Первой поправки к Конституции Соединенных Штатов в 2002 году статья в The Denver Post назвал FEPP барбос организацией, которая контролируется цензуру. The New York Times назвал FEPP организацией, которая имеет решающее значение для цензуры сцен насилия в средствах массовой информации.